# Компенсационная комиссия ООН
Компенсационная комиссия ООН (ККООН) была создана в 1991 году как вспомогательный орган Совета Безопасности ООН. В его юрисдикцию входят все действия, связанные с рассмотрением претензий и выплачиванием компенсаций за потери и ущерб, понесённые в результате иракского незаконного военного вторжения и оккупации Кувейта. Находится в Женеве, Швейцария. При Комиссии существует Фонд — специальный счёт ООН, на который поступают средства от экспорта иракских нефти и нефтепродуктов для произведения выплат.

## Правовые основы функционирования
Комиссия и Фонд Компенсационной комиссии были созданы резолюцией Совета безопасности ООН № 687, принятой 3 апреля 1991 года (12 стран-членов Совбеза «за», Куба проголосовала «против», Эквадор и Йемен воздержались). 20 мая 1991 года Резолюция Совета безопасности № 692 от 20 мая 1991 года определила, что в Фонд Ирак должен отчислять 30 % от экспорта нефти и нефтепродуктов (Резолюция 2000 года эту долю уменьшила до 25 %, а Резолюция 2003 года её ещё раз сократила — до 5 %). В 2017 году управляющий совет Комиссии сократил эту долю до 0,5 % в 2018 году.
Тем не менее, выработка механизма осуществления выплат затянулась, и выплаты начались только в 1997 году.

## Состав
В Комиссию входят 15 управляющих (по одному от каждой стран-члена Совбеза ООН) и эксперты.

## Круг получателей выплат
Компенсации подлежал любой ущерб, понесенный в результате вторжения в Кувейт и последующей оккупации этой страны в период со 2 августа 1990 года по 2 марта 1991 года. Получателями могли быть физические и юридические лица, государства и международные организации. Компенсации подлежал также вред экологии.

## Осуществление выплат и их размеры
На 1 июля 2007 года Комиссия рассмотрела 2 686 130 претензий на общую сумму в 352 523 млн долларов. Из них удовлетворено 1 543 665 претензий на общую сумму в 52 386 млн долларов. Выплачено на 1 июля 2007 года из этой суммы — 22 081 млн долларов. Российские потерпевшие получили на 2007 год 118,7 млн долларов. С октября 2014 года выплаты были приостановлены, но возобновлены в апреле 2018 года и (по состоянию на 2019 год) Ирак выплатил Кувейту 47,9 миллиарда долларов (остался должен около 4,5 миллиардов долларов).

### Компенсация экологического ущерба
Отличительной чертой работы Комиссии была компенсация ущерба, нанесенного окружающей среде, а также затрат на его ликвидацию. Всего на компенсацию экологического ущерба с Ирака претензии подали 12 государств: США, Великобритания, Австралия, Канада, Германия, Нидерланды, Турция, Иран, Кувейт, Саудовская Аравия, Сирия, Иордания. Заявленная ими сумма компенсации экологического ущерба была огромной — 84,9 млрд долларов. Но Комиссия решила выплатить лишь небольшую часть этой суммы — 5,3 млрд долларов. Из них на 1 июля 2007 года выплачено 0,9 млрд долларов.